# Costa San Giorgio
Costa San Giorgio è una strada collinare di Firenze (le "coste" sono infatti le strade del centro in ripida pendenza), che si trova in Oltrarno, tra via San Leonardo, nel punto in cui questa è segnata dalla porta San Giorgio, e piazza dei Rossi, a lato della chiesa di Santa Felicita. Lungo il tracciato confluiscono nell'arteria via del Forte di San Giorgio, il vicolo della Cava, la costa Scarpuccia, la costa dei Magnoli, la rampa delle Coste, la rampa dei Canigiani e la rampa di Sotto. 

## Storia
La denominazione riferisce dell'antica chiesa parrocchiale di San Giorgio e Spirito Santo alla Costa (ugualmente nel tempo detta, da un vicino oratorio, di San Giorgio e San Mamiano). La strada, che si inerpicava dal centralissimo ponte Vecchio verso le fertili colline di San Miniato, di San Leonardo, di Arcetri e del Poggio Imperiale, nacque come popoloso borgo, che venne inglobato nelle mura al tempo della prima cerchia comunale (1172-1175), e faceva parte del borgo "Pidiglioso", o "Petecchioso", con cui si designavano le miserevoli abitazioni di via de' Bardi e delle strade limitrofe, caratterizzate dalla povertà e dalla sporcizia dei propri abitanti. Inizialmente la strada terminava di fatto alla biforcazione della costa Scarpuccia, e solo con la realizzazione della cerchia di Arnolfo, verso il 1324, fu lastricata e prolungata fino a una vera e propria porta, che venne chiamata appunto porta San Giorgio. 
La Domenica delle Palme dell'anno 1284 una sciagura che si abbatté sulla strada, quando in seguito alle copiose piogge una vasta frana si staccò rovinando fino alla chiesa di Santa Lucia de' Magnoli, trascinando con sé cinquanta case e uccidendo una ventina di cittadini. Dal 1343 la strada faceva parte della suddivisione del Gonfalone Scala del quartiere di Santo Spirito. A quei tempi sulla strada si allineavano già gli importanti complessi monastici di San Giorgio e di San Girolamo, intervallati da case residenziali per il popolo e laboratori. Qui più che in altre zone si è mantenuta la tipologia della casa con orti retrostanti, abitata da una o più famiglie. 
Un'attività in auge fino al 1550 circa era quella dei cavatori di pietraforte, che permetteva alla città di avere un'ottima pietra da costruzione disponibile direttamente dentro le proprie mura. La cava fu chiusa quando venne realizzato il giardino di Boboli, ma è testimoniata dall'ancora esistente vicolo della Cava. Pochi decenni dopo la via guadagnava tuttavia importanza come accesso al nuovo forte di Belvedere. 
Nella pianta delineata da Ferdinando Ruggieri nel 1731 il tracciato è segnato - forse per errore - come costa de' Magnoli.

## Descrizione
Si tratta di una via priva di emergenze architettoniche rilevanti, ad esclusione della porta urbica e di alcuni complessi religiosi, e comunque ricca di storia non fosse per la presenza della casa e di altri edifici legati alla memoria di Galileo Galilei; tuttavia è di grande suggestione per il suo rapido salire che nel volgere di breve tempo conduce dalla città alla campagna e viceversa.

### Edifici
| Immagine | N°       | Nome                                      | Descrizione |
| -------- | -------- | ----------------------------------------- | --- |
|          | s.n.     | Porta San Giorgio                         | La porta fu costruita nel 1324 nell'ambito dei lavori all'ultima cerchia di mura, su progetto tradizionalmente attribuito ad Andrea Orcagna. Nel periodo dell'assedio di Firenze del 1529 fu ribassata su consiglio di Michelangelo Buonarroti (allora responsabile delle fortificazioni cittadine) in modo da essere meno vulnerabile ai cannoneggiamenti. Sempre per adeguamenti motivati dalle innovazioni belliche, entrò nel 1590 a far parte del sistema difensivo del forte di Santa Maria in San Giorgio, oggi noto come Forte Belvedere. Lo stato attuale della porta è quello determinato a seguito dei lavori del 1937, diretti dall'architetto Ezio Zalaffi, nell'ambito dei quali fu demolita la controporta bugnata cinquecentesca e ampliata la luce della porta stessa di circa due metri. Sul fronte esterno è un bassorilievo con San Giorgio e il drago, calco (1953) dell'originale di fine Trecento realizzato da Andrea Pisano e ora conservato a Palazzo Vecchio. Sotto la volta, lato interno, è un affresco staccato di Bicci di Lorenzo. |
|          | 3-5      | Casa                                      | Nel primissimo tratto della via si dovevano trovare le abitazioni dei gabellieri e degli addetti alla custodia e alla vigilanza di porta San Giorgio. Oggi questi edifici, sebbene se ne posso intuire l'antica fondazione, mostrano un aspetto sostanzialmente moderno, abbellito da alcuni dettagli di pregio, come una scalinata decorata da mattonelle in ceramica o una terrazza con un pergolato di glicine rosa. Al 3 rosso si trova un ampio portale ad arco, tipico delle rimesse per le carrozze e delle scuderie. |
|          | 5B-5C    | Torre dei Guelfi                          | Si tratta probabilmente di una torre due-trecentesca, nata con scopi difensivi a ridosso delle mura e nei pressi della porta urbica, come sembrano suggerire alcuni dettagli medievali, come la bifora con pilastrino e stemma nella parte alta dell'edificio. La struttura dovette comunque essere rimaneggiata a più riprese, e oggi si presenta con particolari di gusto romantico ottocentesco, come una serie di stemmi araldici di fattura recente. |
|          | 2-4      | Complesso Bardini                         | L'originaria villa Manadora venne costruita nel 1641 su una preesistenza di impianto medievale dall'architetto Gherardo Silvani. Il giardino della villa, abbellito da sculture, sfruttava il declivio della collina con numerosi punti panoramici sulla città. Appartenuta in seguito ai Cambiagi e poi, all'inizio dell'Ottocento, a Luigi Le Blanc e a suo figlio Giacomo, la villa fu unita nel 1839 alle altre proprietà confinanti dei Mozzi per poi passare ai Carolath von Beuthen (1880) e a Stefano Bardini che, poco dopo il 1913, la sopraelevò di un piano. Alla morte di Stefano, la proprietà passò al figlio Ugo che, morto senza eredi (1965), la destinò allo Stato con delle condizioni il cui soddisfacimento richiese un lungo iter burocratico, conclusosi solo nel 1996. Dopo vari anni di incuria e abbandono, la villa è stata completamente ristrutturata dall'Ente Cassa di Risparmio di Firenze, con apertura al pubblico nel 2007. Oggi ospita esibizioni temporanee e il Museo Annigoni, permanente; fino al 2017 è stato qui allestito anche il Museo Capucci. |
|          | 8        | Casa                                      | L'edificio si presenta con un fronte non particolarmente caratterizzato, organizzato su tre piani per cinque assi di finestre. Lo si segnala in ragione del fatto che qui abitò, dal 1981 all'anno della morte nel 1984, lo scrittore e sindaco di Firenze Alessandro Bonsanti. |
|          | 9        | Casa                                      | Questo tratto, segnato dall'ampio ingresso con il civico 9, è caratterizzato da un ampio tratto di muro in pietra e laterizio, per cui nulla si intravede dell'edificio e del giardino con olivi al quale l'ingresso introduce. Si segnalano tuttavia, a sinistra del portone un piccola lastra di marmo con l'iscrizione "Nullius in verba" (che sembra rimandare alla figura di Galileo Galilei che aleggia in tutta questa zona), sul lato destro un modesto tabernacolo a conservare una statuetta della Madonna col Bambino. |
|          | 11       | Casa                                      | L'edificio si presenta con un fronte organizzato su due assi per tre piani, con portone e finestre incorniciate in pietra, secondo un disegno tipicamente cinquecentesco che si ripete con identici modi per la casa confinante, segnata dal numero 13 (sebbene con gli elementi a diverse altezze in ragione della forte pendenza della costa), di modo che le due abitazioni appaiono partecipare di una sola fabbrica, ampia e di nobili forme. Sul retro, dove si apre un piccolo giardino, si può vedere la presenza di una torretta che si eleva per un ulteriore piano. La casa al numero 11 è stata spesso confusa con quella prossima della famiglia Galilei (ai numeri 17, 19 e 21), in ragione dell'esistenza qui di una torre che reca una targa con l'iscrizione: "Da questa casa Galileo Galilei speculando sul moto degli astri divinò quello della terra", il che lega sicuramente il luogo alla memoria del grande scienziato. Tuttavia si tratta di un vero e proprio falso storico: l'edificio si deve ritenere estraneo alle proprietà dei Galilei (dei quali era invece anche la casa all'attuale n. 15) e la torre non poteva essere concessa allo scienziato per i suoi studi a titolo di buon vicinato, perché quando lo scienziato visse qui era ormai anziano e cieco. Acquistato nel 1991 dall'architetto Patrizia Pietrogrande l'edificio è stato dalla stessa attentamente restaurato, come documentato in una pubblicazione. In prossimità dell'ingresso è una targa marmorea posta dal Comune in ricordo della scoperta condotta dallo scienziato dei 'satelliti medicei', sottintendendo le presunte osservazioni compiute dalla torre, che ingenera una certa confusione sulla storia del luogo. |
|          | 13       | Casa                                      | L'edificio si presenta con un fronte organizzato su due assi per tre piani, con portone e finestre incorniciate in pietra, secondo un disegno tipicamente cinquecentesco che si ripete con identici modi per la casa confinante, segnata dal numero 11 (sebbene con gli elementi a diverse altezze in ragione della forte pendenza della costa), di modo che le due abitazioni appaiono partecipare di una sola fabbrica, ampia e di nobili forme. |
|          | 14       | Casa                                      | La casa, in un tratto in forte pendenza della via, mostra un'origine legata all'unione di due edifici, uno di due e uno di tre piani, con diverso livello di allineamento delle finestre e quindi degli ambienti esterni. Tra le due parti mostra, in alto, uno scudo in pietra forte con una croce: difficile valutare se si tratti di un esemplare antico (di croce del Popolo) o di uno moderno legato a qualche famiglia o istituto religioso; la forma della croce, alla latina e senza toccare i bordi, farebbe però pensare al secondo caso, cioè a una datazione tra XIX e XX secolo. |
|          | 15       | Casa Galilei                              | L'edificio presenta un fronte oltremodo semplice, organizzato su due assi per tre piani, proprio di una modesta casa a schiera, in aderenza con la casa segnata dai numeri civici 17-19-21, acquistata dai Galilei nel 1629. Proprio per ampliare quest'ultima proprietà anche la nostra sarebbe stata acquisita dagli stessi nel 1634, peraltro a nome dello stesso Galileo, in modo da determinare una sola unità abitativa che nel tempo è stata nuovamente frazionata. |
|          | 17-19-21 | Casa di Galileo Galilei                   | La casa è nota in quanto legata al nome di Galileo Galilei e per essere stata della sua famiglia per circa due secoli. Acquistata da Vincenzio Galilei, figlio dello scienziato, e da sua moglie Sestilia Bocchineri nel gennaio del 1629, sarebbe poi stata ampliata con l'acquisto nel 1634 della casa confinante (a determinare una unica abitazione) a nome dello stesso Galileo, che qui avrebbe soggiornato sotto la custodia del figlio dopo il febbraio del 1638, come da permesso del Sant'Uffizio, e prima del trasferimento definitivo ad Arcetri, all'inizio del 1639. Attualmente la casa si presenta a due piani, con forme oltremodo modeste tuttavia nobilitate, per tutta l'altezza del fronte del secondo piano, da specchiature dipinte e da tre medaglioni con raffigurate ai lati figure allegoriche delle scienze, al centro il ritratto di Galileo, ispirato a quello noto di Giusto Sustermans. Una lapide con una iscrizione ricorda la visita che qui avrebbe fatto Ferdinando II de' Medici allo scienziato. |
|          | 23       | Casa                                      | Si tratta di un altro edificio nato dall'unione di più casette, come dimostra la posizione irregolare delle finestre, distribuite su quattro assi e su tre piani. A rafforzare questa ipotesi si vedono le tracce di un secondo portale rialzato attorno a una moderna finestra a destra. Tra la finestra e la porta d'ingresso si trova anche una nicchietta profilata in pietra che farebbe pensare a una buchetta del vino, rara, ma non unica, su un edificio destinato ad abitazione popolare. Non è tuttavia inverosimile che qui abitasse qualche fattore che smerciasse privatamente il vino o altri prodotti durante la pestilenza del XVII secolo, anche in virtù degli ampi poderi interni alla collina (oggi in parte occupati da più recenti edifici). |
|          | 28-30    | Ex-convento dei Santi Agostino e Cristina | Su costa San Giorgio il complesso si estende oltre la zona absidale della chiesa con un corpo di fabbrica sviluppato su due piani per undici assi, i primi e gli ultimi contrassegnati da finestre bifore. Qui Filippo Schwarzenberg, dopo la soppressione del convento, possedeva sei case a schiera, riunificate grazie a questa nuova facciata su progetto dall'architetto Mariano Zamvòs negli anni immediatamente successivi al 1873, quando il Comune aveva provveduto ad ampliare e lastricare le vie limitrofe, dando maggior respiro ai prospetti. Negli anni venti del Novecento, pervenuta la proprietà all'americano Charles Harry Coster, fu commissionato al paesaggista inglese Cecil Pinsent un rifacimento della parte del giardino che si affaccia sulla città (1928). Secondo Barfucci qui visse in questo periodo anche il pittore inglese Reginald Temple. Al numero 30 abitò, tra il 1921 e il 1933 circa, lo scrittore Aldo Palazzeschi, ospitando più di una volta l'amico fraterno Marino Moretti e il giovane Raffaello Franchi. Al numero 28 è stata la sede storica della casa editrice Le Lettere, fondata nel 1976 da Federico Gentile (figlio del filosofo Giovanni Gentile) e dai figli Giovanni e Nicoletta. |
|          | s.n.     | Chiesa di San Giorgio alla Costa          | Anticamente esistevano in questo luogo tre piccole chiese di cui una intitolata san Giorgio martire, una a san Sigismondo e una terza a san Mamiliano. La chiesa di San Giorgio era anteriore all'anno mille ed era una delle principali priorie della Firenze medievale, e qui il giovane Giotto eseguì la tavola d'altare con la Madonna col Bambino in trono. Nel 1520 per volere di Lucrezia de' Medici, figlia di Lorenzo il Magnifico, venne edificato un nuovo convento dedicato allo Spirito Santo e concesso alle monache vallombrosane. Nel 1705-1708 la chiesa venne rinnovata dall'architetto Giovan Battista Foggini e l'interno fu decorato da stucchi di Giovanni Battista Ciceri, dipinti di Alessandro Gherardini e Antonio Domenico Gabbiani, e altre opere. Il convento, come molti altri istituti religiosi della città, fu soppresso con la riforma napoleonica del 1808, e fu in seguito caserma (fino al 1998). Oggi è in attesa di una nuova destinazione d'uso, mentre la chiesa, a lungo pericolante, è stata restaurata e riaperta nel 2017, tornando ad essere parrocchia. |
|          | s.n.     | Monastero di San Girolamo alla Costa      | Questo complesso era stato costruito nel Trecento per le suore terziarie francescane, ampliato nel Quattrocento e ammodernato a più riprese nei secoli successivi. Dopo le soppressioni fu adibito ad ambiente militare, destinato a un Reggimento di fanteria e poi divenne la caserma Vittorio Veneto, con una profonda ristrutturazione datata 1928-1933. Destinato ad ospitare gli allievi ufficiali medici e chimici farmacisti per un totale di seicento persone, nel 1998 la Scuola di Sanità Militare fu trasferita a Roma, e il complesso venne di fatto abbandonato. Dopo un lungo periodo di degrado, è stato acquistato nel 2016 dalla famiglia argentina Lowenstein che ha presentato un progetto di trasformazione con riconversione dello stesso in estesa struttura ricettiva di lusso, sollevando un acceso dibattito per l'incidenza da molti giudicata negativa sulla zona. |
|          | 36       | Casa                                      | Si tratta di un esteso edificio caratterizzato da rade bucature che determina uno sprone tra la costa San Giorgio e la costa dei Magnoli. Sullo smusso che guarda alla parte alta della collina è un tabernacolo con cornice seicentesca in pietra, a conservare un rilievo raffigurante la Madonna col Bambino. Nella foto del 1972 della fototeca dei Musei civici fiorentini si nota come al piano terra, nel lato più breve, si aprisse un portone, forse l'ingresso di un negozio o di un laboratorio, segnalato da numerazione rossa e oggi sostituito da una finestra con grata. |
|          | 41-57    | Case "al cancello"                        | Nei registri di possedimenti delle monache di San Girolamo alla Costa, oggi all'Archivio di Stato di Firenze, si menzionano più volte nei contratti di vendita o di locazione alcune case che esse possedettero lungo la costa "al cancello". Questi edifici sono da identificare con il gruppo di case interne, numerate oggi coi numeri da 47 a 57, a cui si accede ancora oggi da un cancello sull strada, che conduce a una scalinata a zig-zag coperta da volte, sbucando infine sul retro della chiesa del monastero, dove si trova una piazzetta interna e alcuni vicoli. Queste case sono per lo più antiche, per lo più a due piani e comprendenti anche i resti di torri colombarie; è verosimile che fossero state costruite per i lavoratori che assistevano le monache nella coltivazioni dei lori orti e poderi, tra cui dovevano esserci i terreni alle spalle del giardino di Boboli; una volta trasformati quei terreni in giardini, le case vennero per lo più messe a reddito affittandole. Grazie al carattere privato e interno di questa torre, essa è piacevolmente decorata da piante in terra e in vaso, stemmi e decorazioni databili all'Otto o al Novecento. La casa al 57 mostra un portale con un'iscrizione cinque-seicentesca ("...salutis aedif(ici)u(m) primo..."). Al 45 si trova l'ingresso antico di villa Morrill. |
|          | 48       | Casa                                      | Si segnala, sull'ampia superficie intonacata che guarda alla strada, la presenza di un modesto tabernacolo che conserva un rilievo raffigurante la Madonna col Bambino. |
|          | 50       | Casa                                      | Si tratta di un edificio a tre piani, privo sulla facciata di elementi architettonici di interesse. Si segnala tuttavia la presenza sul fronte, in asse con l'ingresso, di un modesto tabernacolo che conserva un rilievo raffigurante la Madonna col Bambino. |
|          | 58       | Casa                                      | Enrico Barfucci indica al numero 52 (che reputiamo doversi identificare con l'attuale 58) una casa alta con torre, "dove ai primi del Novecento abitò James Gibson, discendente dello storico Edward Gibson" (che supponiamo debba essere identificato con Edward Gibbon), e che intorno al 1913 passò al regista e scenografo Edward Gordon Craig. L'edificio presenta un terreno con parato in pietraforte, con ingresso ad arco ribassato e alcune buche pontaie provviste di mensole. |
|          | 59 A     | Casa                                      | Rispetto alle altre case del tracciato l'edificio, a tre piani, si distingue per un disegno che rimanda a modi cinquecenteschi, con le finestre ad arco allineate su cornice di ricorso. Tuttavia l'insieme appare decisamente segnato da interventi e restauri occorsi nel tempo per cui, fatta salva l'antichità della fondazione, risulta difficile stabilire l'esatta natura e datazione del fronte. Sull'ingresso, ad arco, è un modesto tabernacolo. |
|          | 60       | Casa                                      | Si tratta di un edificio con il fronte di tre piani su tre assi, di elegante disegno che rimanda a modi cinquecenteschi. Il terreno, di notevole altezza e caratterizzato dal pieno della parete, è segnato al centro da un portone ad arco incorniciato in pietra, sul quale è, scolpito, il vecchio numero civico ([2]336). Al di sopra di questo sono due piccoli scudi con armi di famiglia non identificate. Le tre finestre del piano nobile, ad arco in pietra, poggiano attualmente su mensole, presumibilmente memoria di una più antica fascia marcadavanzale che un tempo correva per l'intera estensione del fronte. |
|          | 63       | Casa                                      | Un alto edificio di carattere popolare, quattro piani per quattro assi, mostra sopra la finestra al piano terra a destra uno stemma in pietra forte con tre gigli di Francia, appartenente forse a una famiglia non meglio definita. |
|          | 65       | Casa                                      | Quest'altro edificio popolare, analogo per dimensioni e altezza a quelli vicini, mostra un portale con profilo in pietra forte, evidentemente antico, su cui si intravedono le tracce di una numerazione civica preunitaria ([2]166), creata in epoca napoleonica e che individuava con un numero univoco ciascun edificio, da 1 a 8028, un po' coime avviene ancora oggi nei sestrieri di Venezia. Negli edifici popolari i numeri erano semplicemente dipinti o tracciati sui portali (ne resta un bell'esempio in questa strada al n. 60, dove la vernice ha prodotto un leggero rilievo), mentre nei palazzi signorili essi erano generalmente apposti su targhe di marmo (alcuni rari esempi sono in piazza Pitti, via Cerretani o in via Porta Rossa). |
|          | 70       | Casa di Giovanni Dupré                    | Il fronte della casa non ha particolari pregi architettonici e tuttavia il luogo è ricco di storia. Qui era in antico un oratorio dedicato a santa Maria Maddalena, fondato dalle religiose di Santa Felicita, i cui resti sarebbero stati casualmente portati alla luce durante dei lavori nel 1774, come documentato sia dalla lunga iscrizione che si conserva nell'ingresso della casa sia dalla monofora sempre collocata all'ingresso. Le segnalazioni nella letteratura recente sono tuttavia per lo più legate al fatto che qui abitò per circa venti anni e qui morì nel 1882 lo scultore Giovanni Dupré, come ricordato da una memoria posta sul fronte dal Municipio di Firenze. Intorno al 1911, poi, vi abitò la scrittrice e illustratrice inglese Edith Harwood. |
|          | 71       | Villa Morrill                             | I coniugi F. Gordon Morrill ed Elizabeth Hunter visitarono Firenze verso il 1937, dove conobbero Bernard Berenson. Tornati negli Stati Uniti, mantennero sempre un forte legame con la città toscana, e alla fine della seconda guerra mondiale acquistarono sulla collina dietro Boboli una torre medievale del XIII secolo collegata a una limonaia del XVIII secolo, già appartenute alle proprietà satelliti del monastero di San Girolamo alla Costa della corte "al cancello". Lo stesso Gordon, architetto, progettò una villa aggiungendo un terzo edificio di raccordo, ispirandosi ai Belvedere toscani del Sei-Settecento, scenograficamente affacciata sulla città, e dotata di un ampio giardino digradante, a forma di anfiteatro, che arriva a lambire la costa San Giorgio. Spicca il torrino centrale, con copertura a padiglione e scala a spirale esterna, da cui si gode una vista a 360°. Il torrino affaccia su un cortile quadrangolare interno, con antico accesso esclusivamente pedonale dalla strada privata che dà sul cancello a monte della costa San Giorgio, dove sulla strada si trovano ancora le indicazioni marmoree per i "Morrill". «Si riconosce chiaramente un’allusione al frontone della basilica di Santo Spirito, cosa che un italiano probabilmente non farebbe mai. È una sorta di follia all’americana, quasi hollywoodiana», ha scritto l’architetto Massimo Adario, che ha acquistato e restaurato la villa tra il 2020 e il 2022, dopo che gli eredi dei Morril (una volta scomparsi entrambi rispettivamente nel 2000 e nel 2003) vendettero prima gli arredi originali e poi la villa stessa.                                                                                 |
|          | 73       | Torre                                     | Si trova qui l'accesso "carrabile" della torre duecentesca che fa parte del nucleo di villa Morrill; Per quanto l'aspetto rimandi una costruzione novecentesca, databile agli anni cinquanta, è sicuramente da segnalare vuoi per la particolarità della costruzione vuoi per la sua invidiabile posizione panoramica, peraltro gratificata dall'affaccio sul giardino a terrazzamenti della villa, che ne costituisce ulteriore pregio. La casa si presenta al pari di una torre di cinque piani, arretrata rispetto alla strada, alla quale si accede da un cancello in ferro che immette a una breve scalinata chiusa a destra dal contiguo edificio della casa di Santa Caterina, a destra dal muro di terrazzamento del giardino. L'accesso è segnato da una grata con particolare ricchezza di motivi a voluta e l'indicazione della data "1955", tanto da apparire più come ingresso a una cappella che non ad una abitazione civile. A questo raffinato lavoro fa riscontro un fronte in pietra a vista volutamente rustico, segnato da un solo asse di finestre. L'accesso al giardino che si estende sul lato sinistro in posizione soprelevata rispetto al piano stradale (dove ciò che si apprezza è una muraglia coronata da balaustri) è evidentemente da uno dei piani superiori dell'edificio, che verso il giardino guarda con un fronte secondario ma di maggiore ampiezza rispetto a quello volto a valle. |
|          | 74       | Giardino interno                          | Si vede qui l'ingresso al giardino interno di un edificio privato affacciato sul vicolo del Canneto, e caratterizzato da un alto muro di cinta da cui sporgono alcune fronde della vegetazione. Nei pressi dell'angolo con la rampa delle coste si trova uno stemma in pietra serena parzialmente rovinato, in cui si riconosce una grande M (di Maria?), una corona di spine e alcune lettere gotiche, che farebbe pensare al possesso da parte di un'istituzione religiosa, o a un simbolo cristiano di valore apotropaico. |
|          | 75-77    | Casa di Santa Caterina                    | Posta nell'ultimo tratto della costa, la casa presenta una facciata dai sobri caratteri seicenteschi, con l'ultimo asse avanzato sul fronte stradale, in linea con la strozzatura della via. Le segnalazioni rintracciate sono in esclusivo riferimento al suo essere stato dimora di santa Caterina da Siena (come ricorda una targa marmorea posta al lato del portone e un piccolo tabernacolo con una statuetta della santa), durante la guerra degli Otto Santi (1375), quando fu inviata come mediatrice di pace tra i governanti della Repubblica e il Papato; la casa venne edificata ex-novo, in una posizione sufficientemente defilata per la presenza poco desiderata dai fiorentini, grazie alle offerte raccolte da un Soderini. Fu poi residenza, nel tempo, di famiglie inglesi e americane, con alcune presenze significative come quella dell'inglese Dorothy Good, "adoratrice di Firenze". Nel periodo 2011-2012 sono documentati lavori di ristrutturazione interna su progetto dell'architetto Agnese Mazzei e dell'ingegnere Piero Caliterna, nell'ambito dei quali si è provveduto anche al rifacimento degli intonaci della facciata. |
|          | s.n.     | Torre dei Fifanti                         | La torre si trova in un luogo difficilmente accessibile, ma è ben visibile dal giardino di Boboli. I Fifanti erano una famiglia ghibellina esiliata nel 1258, ma tornati dopo la battaglia di Montaperti (1260), per essere poi definitivamente allontanati nel 1267. L'ultima notizia su questa famiglia risale al 1311. La torre è stata rimaneggiata per poter adattarsi alla funzione di torre campanaria della chiesa di Santa Felicita. Il rivestimento è in filaretto di pietra a vista, con alcune buche pontaie senza mensole e qualche feritoia. Sulla cella campanaria si aprono quattro coppie di monofore lunghe e strette, con copertura ad arco, due per lato. Nella parte inferiore è stata tamponata la parte più bassa con laterizio per consentire la creazione di un parapetto. In alto, sotto la copertura a bassa piramide, sono visibili alcuni rinforzi in ferro. |
|          | 79       | Casa                                      | Si tratta di un ampio edificio con la facciata organizzata su cinque piani per cinque assi di finestre, con i piani superiori di carattere moderno. Il terreno, viceversa, è segnato da archi ribassati e da un paramento in pietra (ampiamente integrato) portato alla luce durante gli interventi occorsi all'immobile nei primi anni sessanta del Novecento, così come documentato da due fotografie presenti nella Fototeca dei Musei Civici Fiorentini. |

### Lapidi
Al n. 9 si trova una piccola lapide presso l'ingresso:
| NVLLIVS IN VERBA |

Il motto Nullius in verba allude alla determinazione di dimostrare i fatti scientifici secondo il metodo sperimentale, non "a parole", ed è in tutta probabilità da mettere in relazione con i luoghi di Galileo Galilei lungo questa via. 
Sempre nei pressi del n. 9, sotto al tabernacolo della Madonna col Bambino, si legge la lapide:
| IL POPOLO DI S.GIORGIO SULLA COSTA QUI MI VOLLE A SUA GUARDIANA NEI SECOLI A. S. 1951 |

Al n. 11 si trova la prima lapide su Galileo Galilei:
| NELL’ANNO 1609 GALILEO GALILEI PERFEZIONANDO L’USO DEL CANNOCCHIALE CONDUCEVA LE OSSERVAZIONI ASTRONOMICHE CHE LO AVREBBERO PORTATO ALLA SCOPERTA DEI “ SATELLITI MEDICEI ” DI GIOVE NEL IV° CENTENARIO IL COMUNE DI FIRENZE POSE |

Al 19 si trova la seconda:
| QUI OVE ABITÒ GALILEO NON SDEGNÒ PIEGARSI ALLA POTENZA DEL GENIO LA MAESTÀ DI FERDINANDO II° DEI MEDICI |

Un'altra lapide si trova poi sulla casa di Giovanni Dupré al 70:
| IL MUNICIPIO DI FIRENZE NEL CUI CONSIGLIO SEDEVA GIOVANNI DUPRÈ POSE QUESTA MEMORIA SULLA CASA OVE IL GRANDE SCULTORE GLORIA D'ITALIA E DELL'ARTE DIMORÒ VENTI ANNI E MORÌ IL DECIMO GIORNO DEL MDCCCLXXXII |

Nell'atrio della stessa casa invece si legge:
| I PRESENTI AVANZI DELL'ORATORIO DI SANTA MARIA MADDALENA FATTO IN QUESTO ANTICHISSIMO SUOLO COSTRUIRE SECENTO ANNI SONO DALLE NOBILI RELIGIOSE DI SANTA FELICITA IN MEMORIA DEL LORO PRIMO MONASTERO CI RAMMENTANO CHE ESSE IN TEMPO IMMEMORABILE EBBERO PRINCIPIO SOTTO L'ISTESSO NOME DI SANTA MARIA MADDALENA COME DALLE MEMORIE E PITTURE STATE PIÙ SECOLI QUÌ NASCOSTE E CASUALMENTE SCOPERTE IL DI XXI.DEL MESE DI NOVEMBRE L'ANNO MDCCLXXIV. NEL DAR LUOGO A QUESTI PIÙ ANTICHI MARMI. |

Infine sulla casa di santa Caterina si legge presso il tabernacolo:
| CASA DI S. CATERINA |

### Tabernacoli

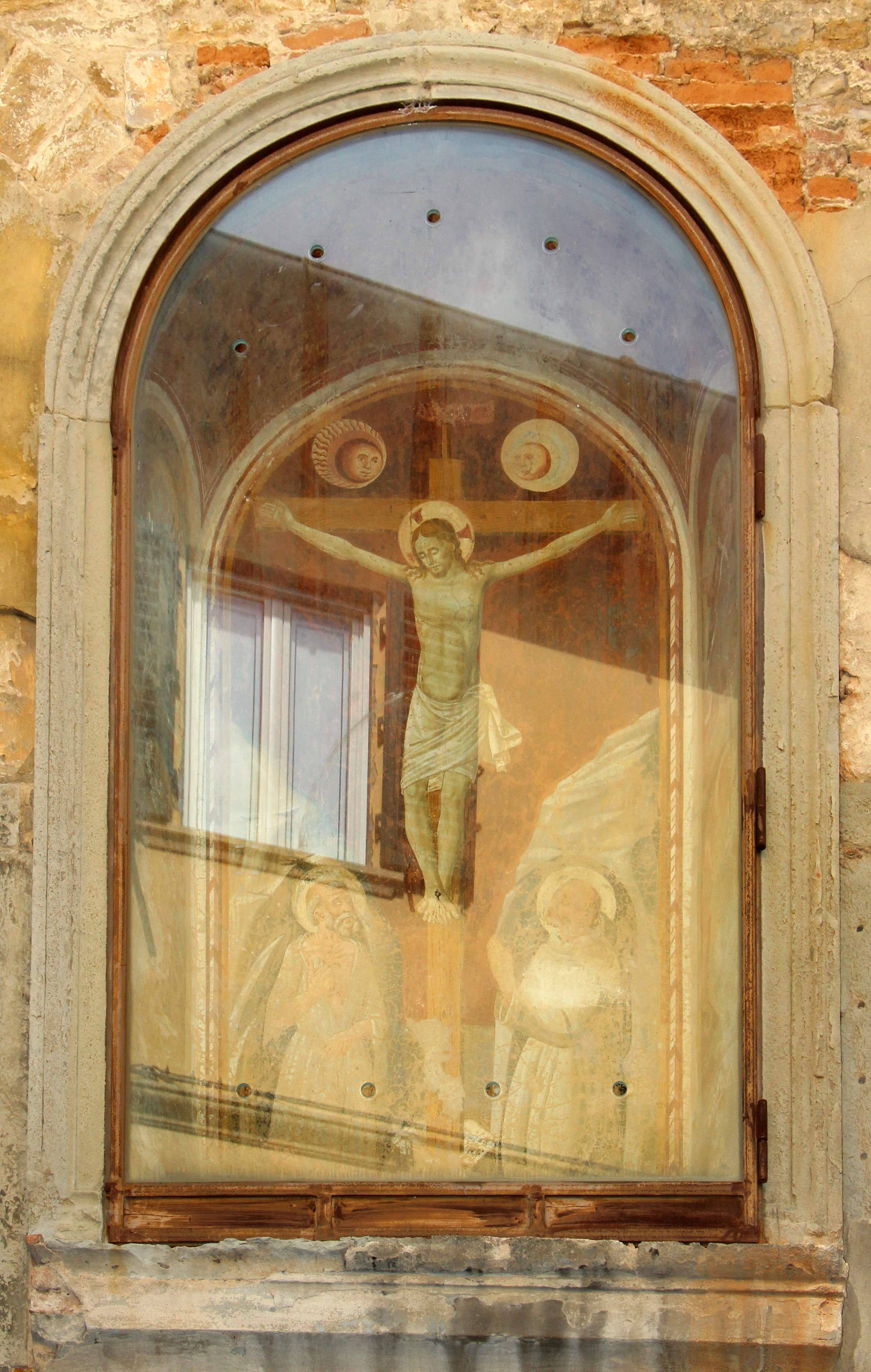
Crocifissione e santi di Pier Francesco Fiorentino (1432-1448 circa)

Al n. 9 si trova un tabernacolo con una statuetta a tutto tondo  Madonna col Bambino in marmo entro un'edicola in pietra serena. Come ricorda l'iscrizione alla base, fu collocata nel 1951, al termine dell'Anno Santo, grazie a una sottoscrizione degli abitanti della strada promossa dal parroco di San Giorgio alla Costa.
Al 36, sullo sprone della casa in angolo con la Costa dei Magnoli, un tabernacolo in pietra serena verosimilmente del XVIII secolo, proveniente da un edificio demolito di Mercato Vecchio, fu qui collocato nel 1955 su iniziativa del Comitato per l'Estetica Cittadina, con un'immagine moderna della Madonna col Bambino, costituita da una mattonella ceramica a rilievo dello scultore Fiorenzo Copertini. Nel cartiglio sul timpano Guarnieri riporta come si leggesse la parola "BENEFATTORI", oggi illeggibile per via del degrado della pietra.
Sulla parete del monastero di San Girolamo alla Costa si vede il più importante tabernacolo della strada, collocato entro una grande nicchia affrescata sopra un antico portale trecentesco tamponato. Raffigura la Crocifissione tra i santi Girolamo, Francesco e angeli (1432-1448 circa), opera riferita a Pier Francesco Fiorentino, realizzata per la Compagnia di San Giorgio e Sant'Antonio dei Fanciulli. 
Al 48 si trova un tabernacolo rettangolare in marmo bianco, con timpano, lanterna e tettoia protettiva, che all'epoca del repertorio di Guarnieri (1987) conteneva una stampa della Madonna col Bambino, mentre oggi mostra una replica in terracotta, in scala, della Madonna Taddei di Michelangelo.
Al 50 una semplice nicchia cuspidata, incassata nella parete, contiene una Madonna col Bambino in terracotta policroma invetriata, opera databile tra XIX e XX secolo. 
Al 59A una nicchia simile contiene una Madonnina orante in ceramica a una ghirlanda di fiori artificiali.
Al 77 infine, sulla casa di santa Caterina, si trova una statuetta della santa senese. Sotto l'archetto di coronamento di trovano a rilievo gli attributi della corona di spine e dei flagelli, che alludono alle piaghe di Cristo di cui la santa ebbe visioni estatiche. 

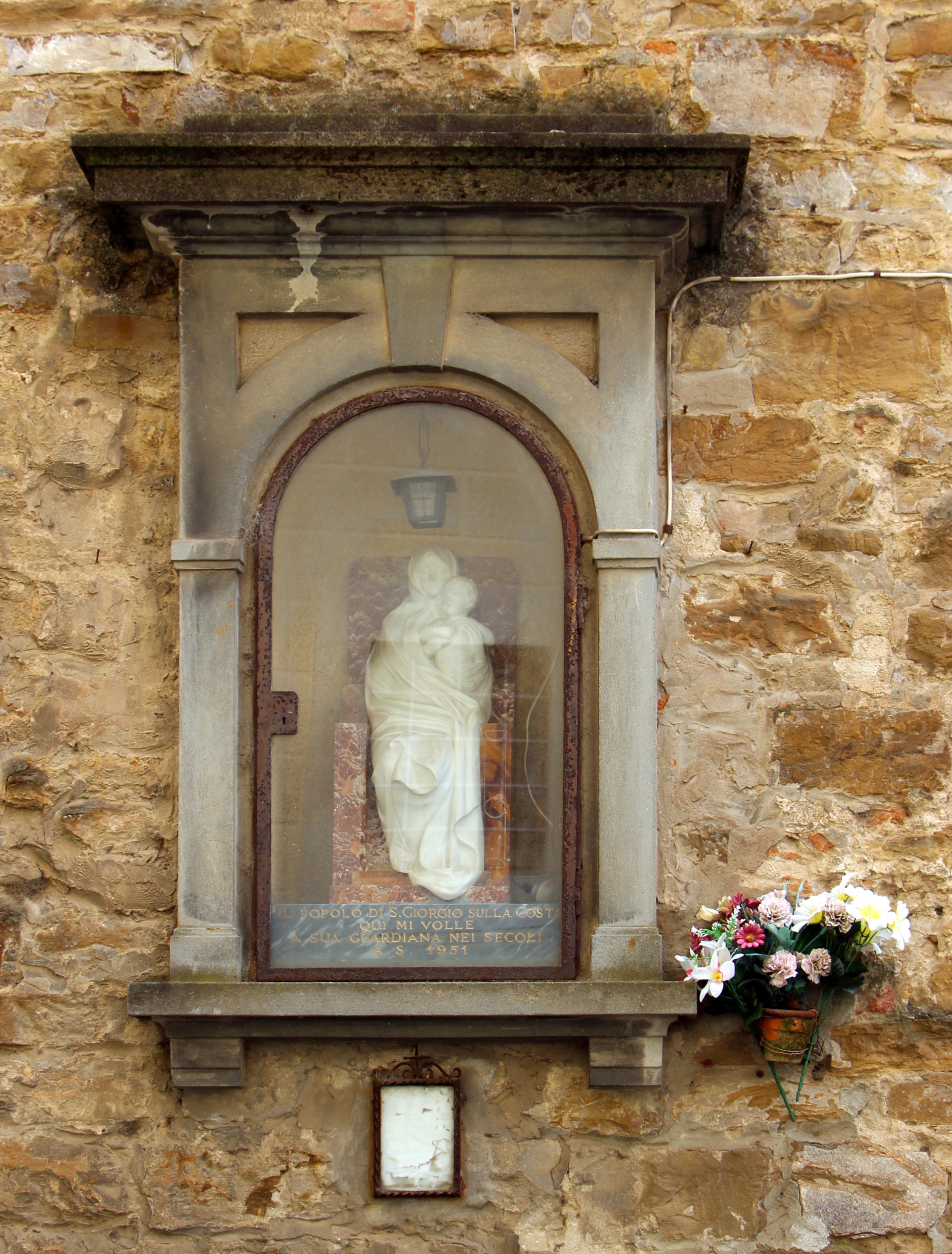
Madonna col Bambino al n. 9
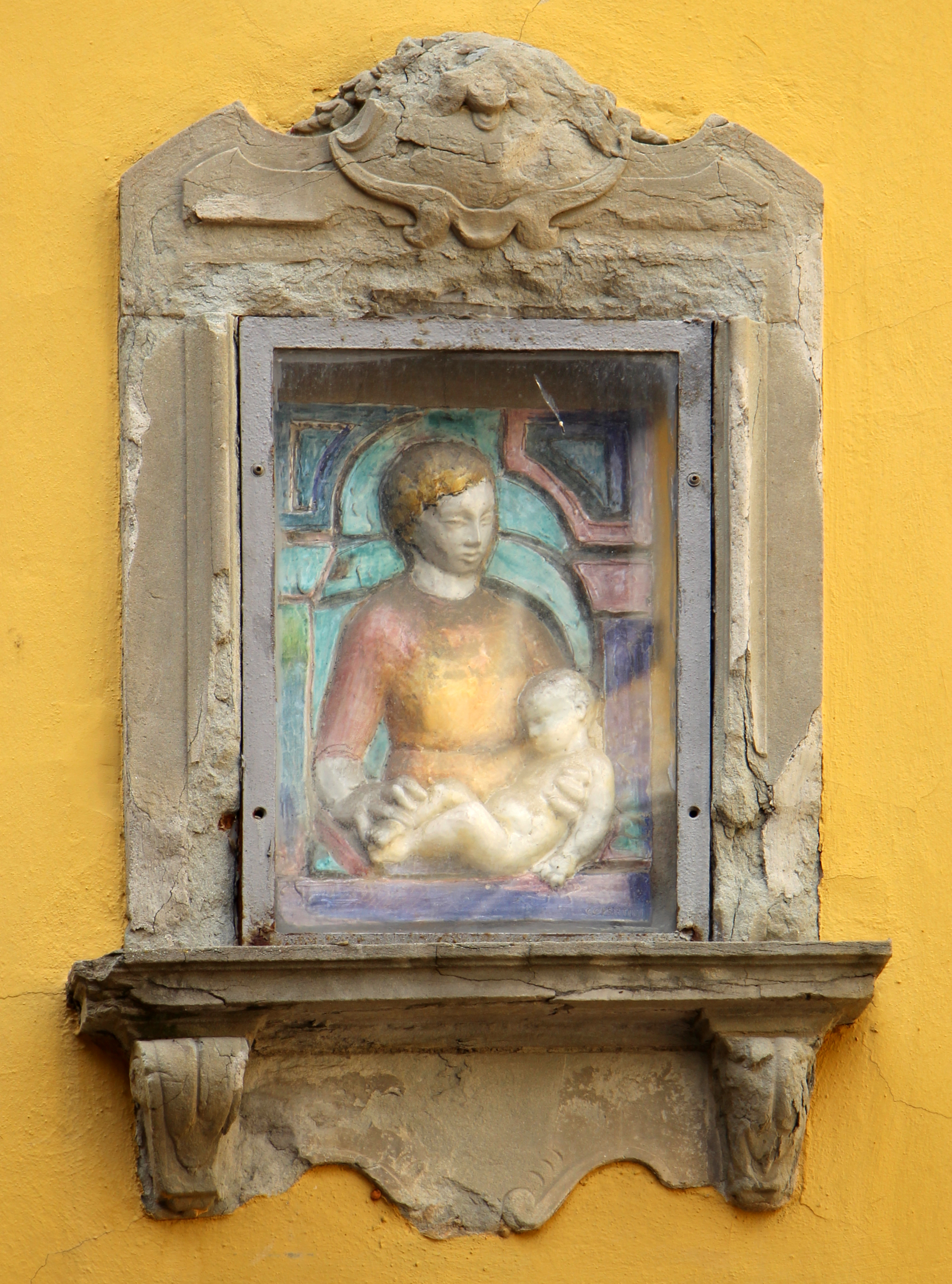
Madonna col Bambino al n. 36
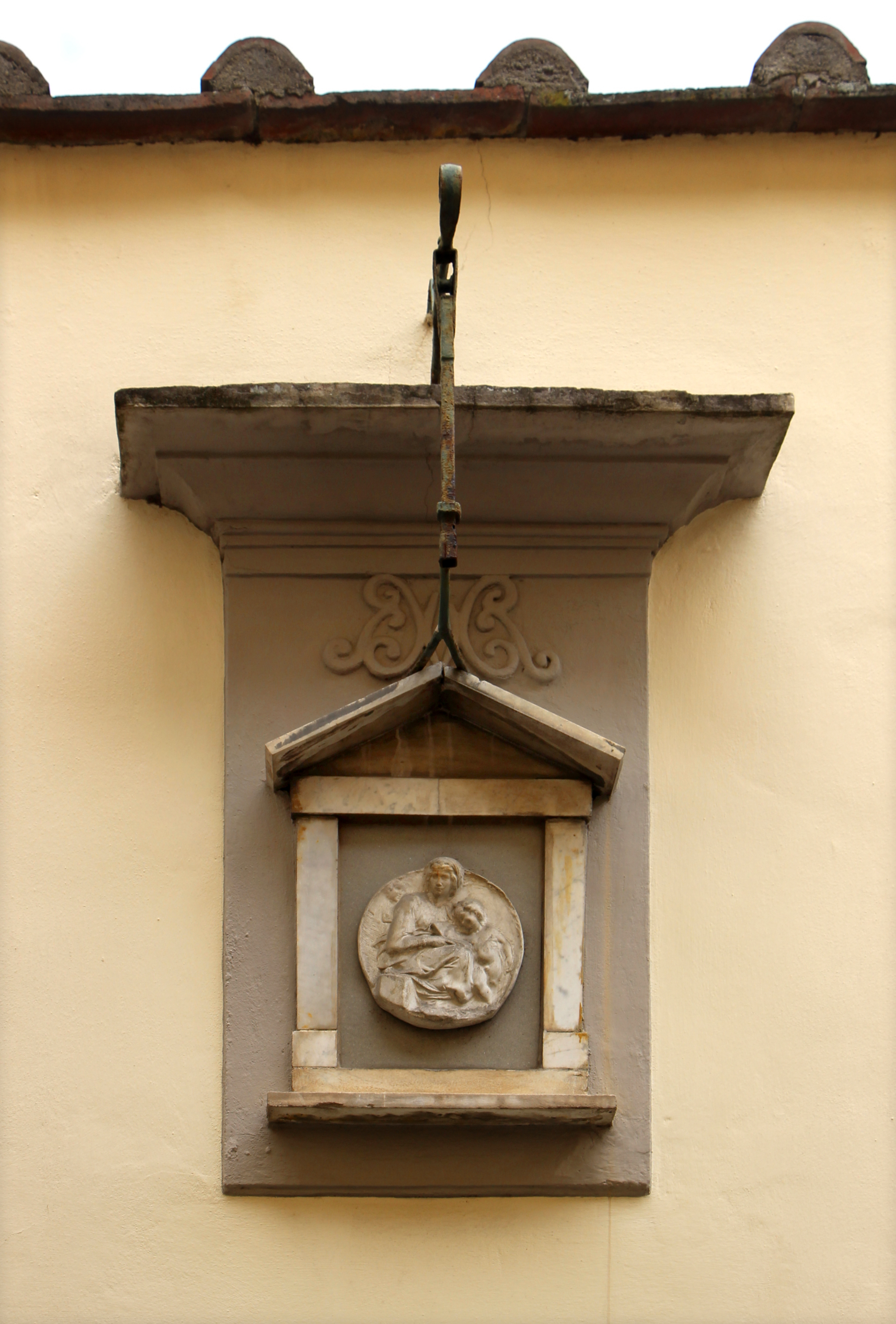
Tabernacolo al n. 48
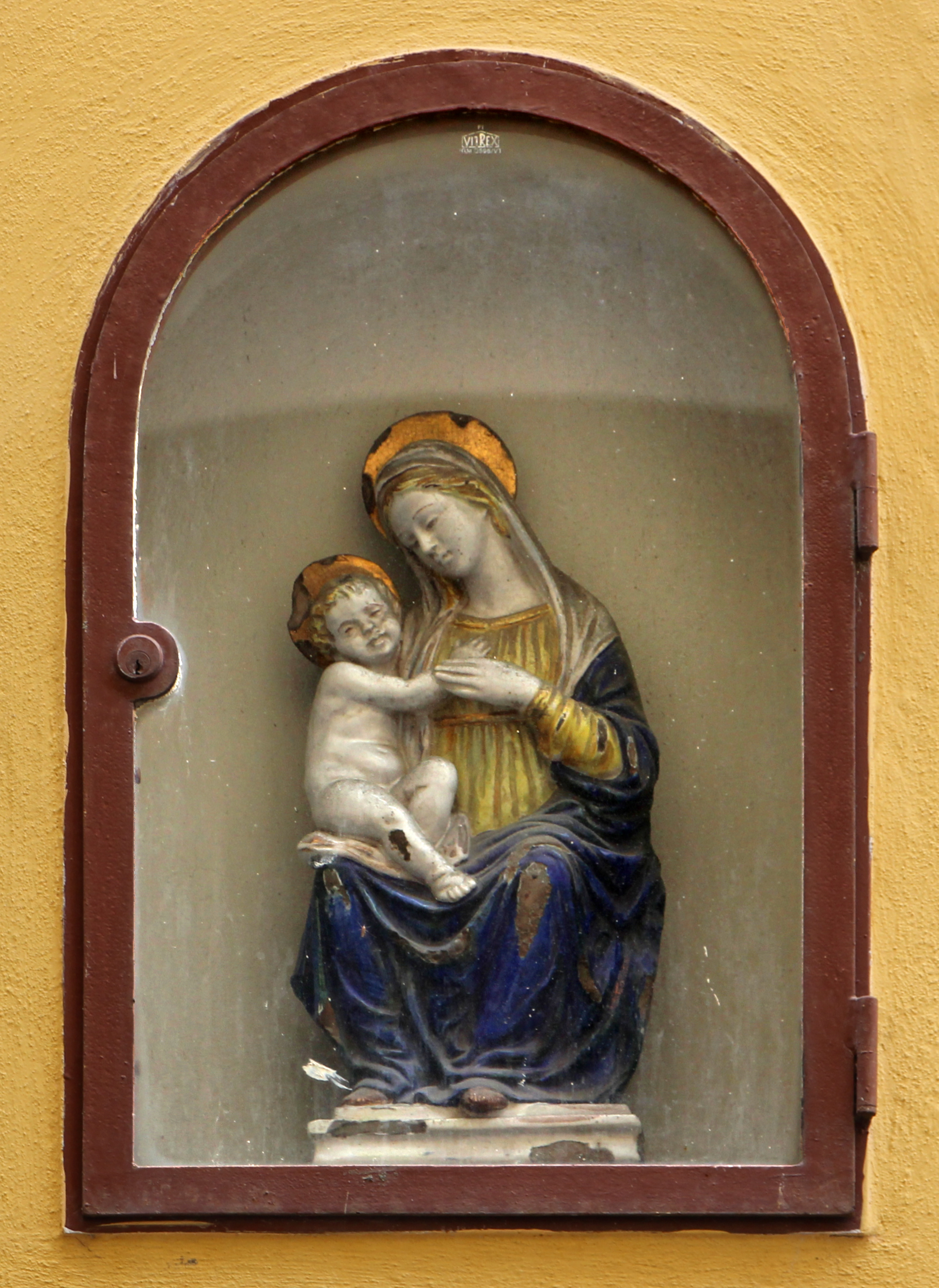
Tabernacolo al n. 50
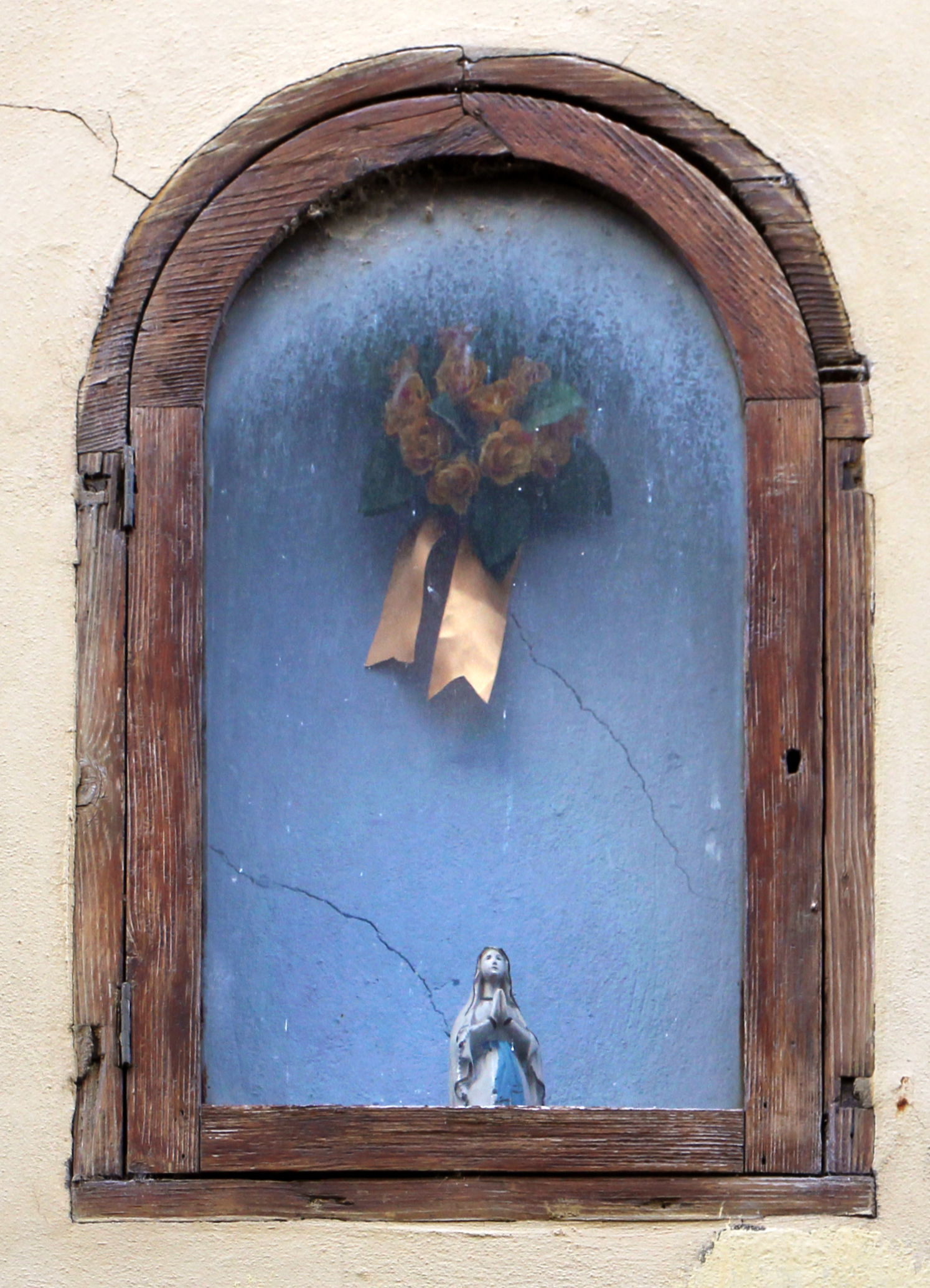
Tabernacolo al n. 59 A
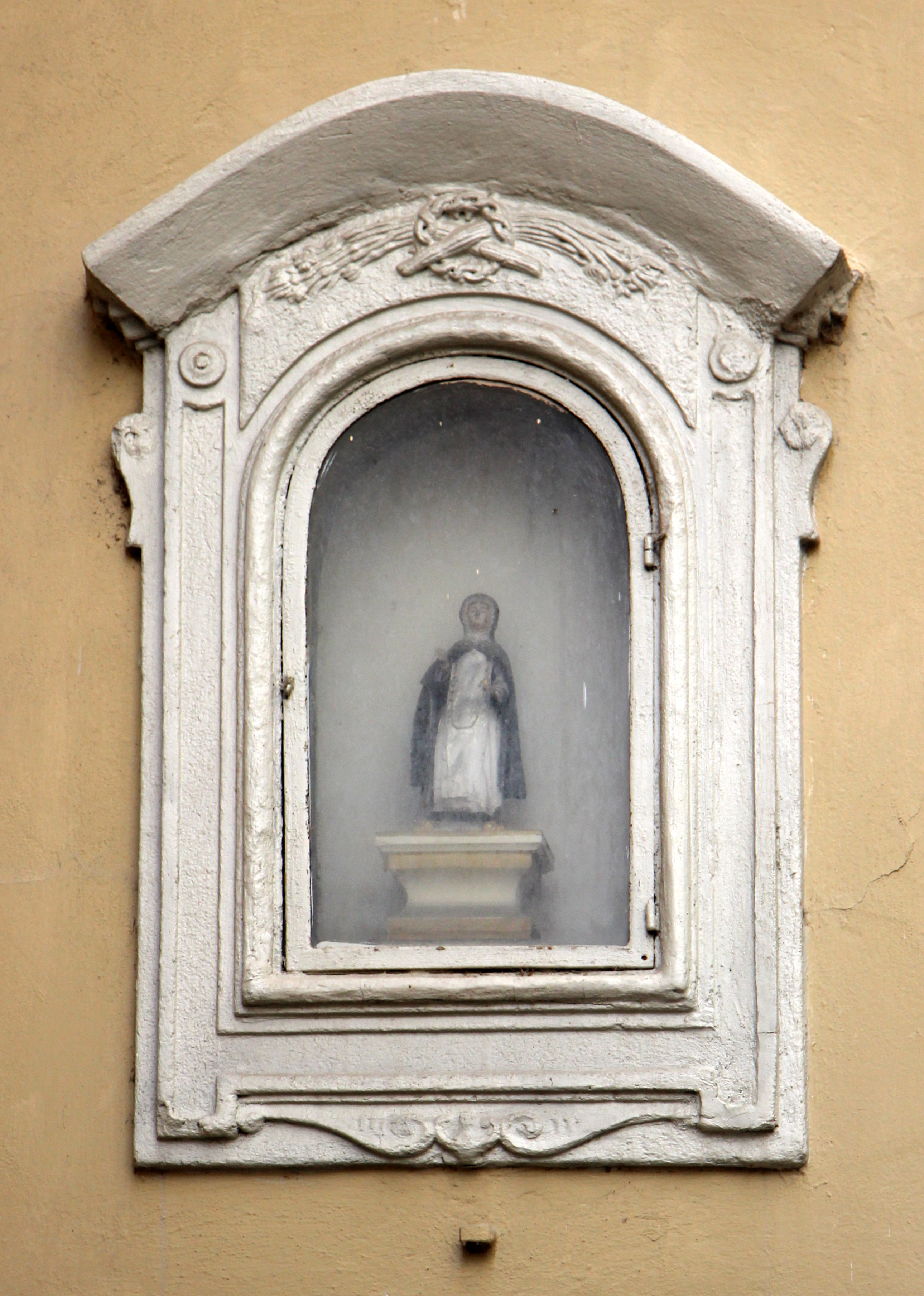
Tabernacolo della casa di santa Caterina

## Vie limitrofe
Costa San Giorgio nell'attraversare la collina dei Magnoli incontra alcune strade secondarie, che ad essa afferiscono. 
- A monte si trova un bivio con la via del Forte di San Giorgio, nata come strada di servizio per i militari in servizio alla fortezza; oggi sbuca a un passaggio pedonale tramite un cancello e una scaletta che conduce all'ingresso del forte, e lo stesso nome è stato dato alla strada interna che circonda la fortificazione stessa, dalla Porta di San Giorgio all'ingresso del giardino di Boboli presso il contrafforte detto della Diamantina[28]. Sul primo tratto della via si trovano gli ingressi di alcune villette moderne.
- Vicolo della Cava: deve il suo nome alla cava di pietraforte che si estraeva dalla collina di Boboli. Con la creazione del giardino mediceo la via venne chiusa e divenne senza sfondo. Sul lato sud, al due, si trova una casa satellite del monastero di San Giorgio alla Costa, che presenta sulla chiave d'arco del portale lo stemma della colomba dello Spirito Santo, al quale era dedicato l'ex-monastero[29].
- Costa Scarpuccia: in ripida pendenza, si scosta sulla destra.
- Costa dei Magnoli: si biforca sbucando in piazza di Santa Maria Soprarno.
- Rampa delle Coste: è la prima di tre scalinate che scendono dalla collina verso l'Arno, tutte realizzate negli anni 1950; questa, che è la più lunga delle tre, venne realizzata demolendo una casa annessa a palazzo Tempi durante la riscostruzione post-bellica[30].
- Rampa dei Canigiani: la scalinata fu decisa nel 1951, con riferimento alla famiglia Canigiani che visse in Oltrarno ed aveva la propria cappella in Santa Felicita
- Costa del Pozzo: la breve strada in salita che prosegue dalla rampa dei Canigiani fu decisa nel 1951, come prolungamento carrabile tracciato per costeggiare gli edifici che sarebbero risorti tra il vicolo del Canneto e via de' Bardi, dopo le distruzioni del 1944[31]. Il nome sembra essere stato scelto a ricordare un pozzo che si trovava anticamente in piazza di Santa Maria Soprarno.
- Rampa di Sotto: detta così perché più a valle delle altre rampe, porta dopo un breve tragitto in via Stracciatella[32].
- Vicolo del Canneto: parallelo a via de' Bardi, deve il suo nome alle canne che crescevano lungo il vicino fiume; anticamente era più lungo e costeggiava il retro degli edifici di via dei Bardi fino quasi via Guicciardini; la metà nord oggi presenta edifici di origine antica, sebbene privi di elementi di spicco, quella sud mostra un grande casamento sorto dopo la seconda guerra mondiale; a metà del vicolo si trova una croce devozionale in legno, incassata in un muro e dipinta di bianco.